# Central eléctrica de Nalubaale
La central eléctrica Nalubaale, a menudo conocida por su antiguo nombre, presa de Owen Falls, es una central hidroeléctrica que cruza el Nilo Blanco cerca de su fuente en el lago Victoria en Uganda. Nalubaale es el nombre lugandés para el lago Victoria. 

## Historia
En 1947, Sir Charles Redvers Westlake (un ingeniero inglés) informó al gobierno colonial de Uganda recomendándole la construcción de una presa hidroeléctrica en Owen Falls cerca de la ciudad de Jinja, lo que a su vez llevó al establecimiento del Uganda Electricity Board (UEB), con Westlake como su primer presidente. La presa se terminó en 1954, sumergiendo Ripon Falls. Proporciona electricidad a Uganda y parte de la vecina Kenia. El mantenimiento y la disponibilidad de la central decayó seriamente durante el gobierno de Idi Amin.
Antes de eso, los niveles de agua en el lago Victoria eran moderados por una presa de roca natural en el lado septentrional del lago. La crecida del nivel del lago superaría la presa natural para desbordarse al Nilo Blanco, que fluye a través de Uganda, Sudán y Egipto antes de desembocar en el mar Mediterráneo. Cuando los niveles de agua bajaban demasiado, el río cesaba de fluir. Cuando se construyó la actual presa, se celebró un tratado entre Uganda y Egipto asegurando que el fluir natural del Nilo no se viera alterado por la presa.
La potencia de esta central de Nalubaale es de 180MW. Al principio, se diseñó para diez turbinas de 15MW cada una, lo que daba un total de 150MW. La central fue remodelada en los ochenta para reparar el daño acumulado a lo largo de una década de desórdenes civiles. Durante la reparación se incrementó la potencia de los generadores.

## Enlaces externos

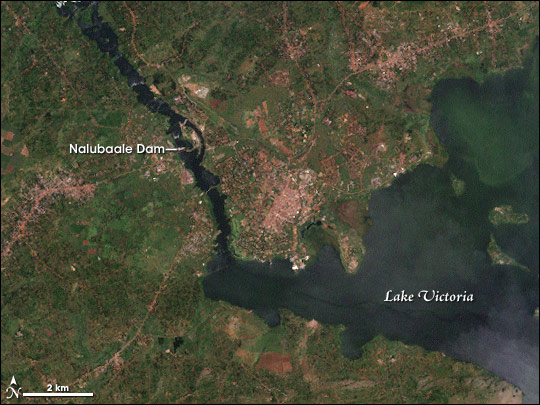
Imagen de satélite que muestra la ubicación de la presa en relación con el lago Victoria.
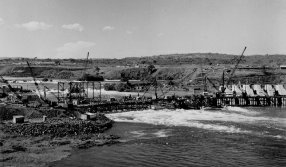
Construcción de la presa de Owen Falls a principios de los años cincuenta.